# پریسا بخت‌آور
پریسا بخت‌آور (زادهٔ ۱۳ بهمن ۱۳۵۰ در تهران) کارگردان و تهیه‌کننده ایرانی است. او مدیر خانه بین‌الملل بامداد است. او در مقام کارگردان سینما تنها فیلم دایره زنگی را کارگردانی کرده است. وی همسر اصغر فرهادی است.

## گزیدهٔ آثار

### سینما
- دایره‌زنگی (۱۳۸۶)

### تلویزیون
| سال  | نام                      | سمت      | کارگردان     | توضیحات                           |
| ---- | ------------------------ | -------- | ------------ | --------------------------------- |
| ۱۳۸۳ | من یک مستأجرم            | کارگردان | پریسا بخت‌آور | شبکهٔ ۳                            |
| ۱۳۸۱ | پشت کنکوری‌ها             | کارگردان | پریسا بخت‌آور | در ماه رمضان ۸۱ از شبکه ۵ پخش شد  |
| ۱۳۸۰ | یادداشت‌های کودکی         | کارگردان | پریسا بخت‌آور | در ماه رمضان ۸۰ از شبکه ۵ پخش شد. |
| ۱۳۷۸ | داستان یک شهر (قسمت اول) | مجری طرح | اصغر فرهادی  | شبکهٔ ۵                            |
| ۱۳۷۱ | خاله سارا                | بازیگر   | فرامرز باصری | شبکهٔ ۱                            |